# Андрес Сінгман
Андрес Сінгман (ісп. Andrés Zingman; нар. 16 червня 1974) — колишній аргентинський тенісист.
Найвищу одиночну позицію світового рейтингу — 214 місце досяг 8 березня 1999, парну — 232 місце — 13 грудня 1999 року.

## Титули на челленджерах

### Парний розряд: (1)
| Ранг | Рік  | Турнір        | Покриття | Партнер      | Суперники                | Рахунок       |
| ---- | ---- | ------------- | -------- | ------------ | ------------------------ | ------------- |
| 1.   | 1999 | Кіто, Еквадор | Ґрунт    | Паулу Тайшер | Оскар Ортіс Марко Осоріо | 7–5, 4–6, 7–5 |